# Spencer Butterfield
Pour les articles homonymes, voir Butterfield.
Spencer Butterfield, né le 11 octobre 1992 à Provo dans l'Utah, est un joueur américain de basket-ball évoluant au poste d'arrière.

## Biographie
Non drafté à sa sortie de l'université avec Utah State en 2014, il lance sa carrière professionnelle au deuxième niveau espagnol à Melilla, la saison suivante il rejoint la Lituanie et l'Utenos Juventus. Après une belle saison en Lituanie, il signe en France à Nanterre. Il remporte deux titres avec le club français : la Coupe de France et la Coupe d'Europe FIBA. L'année suivante, Butterfield rejoint le championnat allemand et l'ALBA Berlin.
Lors des étés 2016 et 2017, il participe à la NBA Summer League avec le Jazz de l'Utah.
Le 14 mars 2017, lors du match retour des demi-finales de la FIBA Eurocup 2017 (Nanterre 92 - Muratbey Uşak Sportif) il inscrit 39 points durant le match et bat son record personnel. De plus, en inscrivant 11 paniers à 3 points, il bat le record de 3 points marqués dans cette compétition.
Après un début de saison en Italie au Pallacanestro Reggiana et une blessure une pied, il décide de mettre un terme à sa carrière en décembre 2018 pour se reconvertir dans l'immobilier dans l'Utah. Il retrouve finalement les parquets pour la saison 2019-2020 en retrouvant la France et Nanterre 92.

## Clubs successifs
- 2014-2015 :  Club Melilla Baloncesto (LEB Oro)
- 2015-2016 :  Utenos Juventus (LKL)
- 2016-2017 :  Nanterre 92 (Pro A)
- 2017-2018 :  Alba Berlin (BBL)
- 2018 :  Pallacanestro Reggiana (LegA) 4 matchs
- 2019-2020 :  Nanterre 92 (Jeep Élite)
- Depuis 2020 :  Iberostar Tenerife (Liga Endesa)

## Palmarès
- Vainqueur de la Coupe de France 2017 avec Nanterre 92
- Vainqueur de la Coupe d'Europe FIBA 2016-2017 avec Nanterre 92
- Vainqueur de la Coupe de Belgique en 2023 avec les Antwerp Giants.

## Distinctions personnelles
- Participation au All-Star Game LNB 2016